# Жюйак (кантон)
Жюйа́к (фр. Juillac) — кантон во Франции, находится в регионе Лимузен, департамент Коррез. Входит в состав округа Брив-ла-Гайард.
Код INSEE кантона — 1912. Всего в кантон Жюйак входят 10 коммун, из них главной коммуной является Жюйак.

## Коммуны кантона
| Коммуна             | Население, чел. (2007) | Почтовый индекс | Код INSEE |
| ------------------- | ---------------------- | --------------- | --------- |
| Виньоль             | 570                    | 19130           | 19286     |
| Вутезак             | 1 195                  | 19130           | 19288     |
| Жюйак               | 1 164                  | 19350           | 19094     |
| Консез              | 406                    | 19350           | 19059     |
| Ласко               | 170                    | 19130           | 19109     |
| Розье-де-Жюйак      | 184                    | 19350           | 19177     |
| Сен-Бонне-ла-Ривьер | 343                    | 19130           | 19187     |
| Сен-Сир-ла-Рош      | 417                    | 19130           | 19196     |
| Сен-Сольв           | 387                    | 19130           | 19242     |
| Шабриньяк           | 499                    | 19350           | 19035     |

## Население
Население кантона на 2007 год составляло 5 335 человек.
| 1962  | 1968  | 1975  | 1982  | 1990  | 1999  | 2006  | 2007  |
| ----- | ----- | ----- | ----- | ----- | ----- | ----- | ----- |
| 5 977 | 5 599 | 5 097 | 4 910 | 4 735 | 4 932 | 5 234 | 5 335 |